# Parametra
Parametra is een geslacht van haarsterren uit de familie Thalassometridae.

## Soorten
- Parametra ajax A.H. Clark, 1929
- Parametra compressa (Carpenter, 1888)
- Parametra fisheri (A.H. Clark, 1908)
- Parametra granulata A.H. Clark, 1913
- Parametra lisa A.H. Clark, 1950
- Parametra orion (A.H. Clark, 1907)